# Stor-Tramsen
Stor-Tramsen är en sjö i Mora kommun i Dalarna och ingår i Dalälvens huvudavrinningsområde. Sjön har en area på 0,293 kvadratkilometer och ligger 526,2 meter över havet. Vid provfiske har abborre och sik fångats i sjön. Stor-Tramsen avvattnas av Tramsbäcken som är ett biflöde till Dyvran. Området runt Tramsbäcken ingår i naturreservatet Tramsgrav.

## Delavrinningsområde

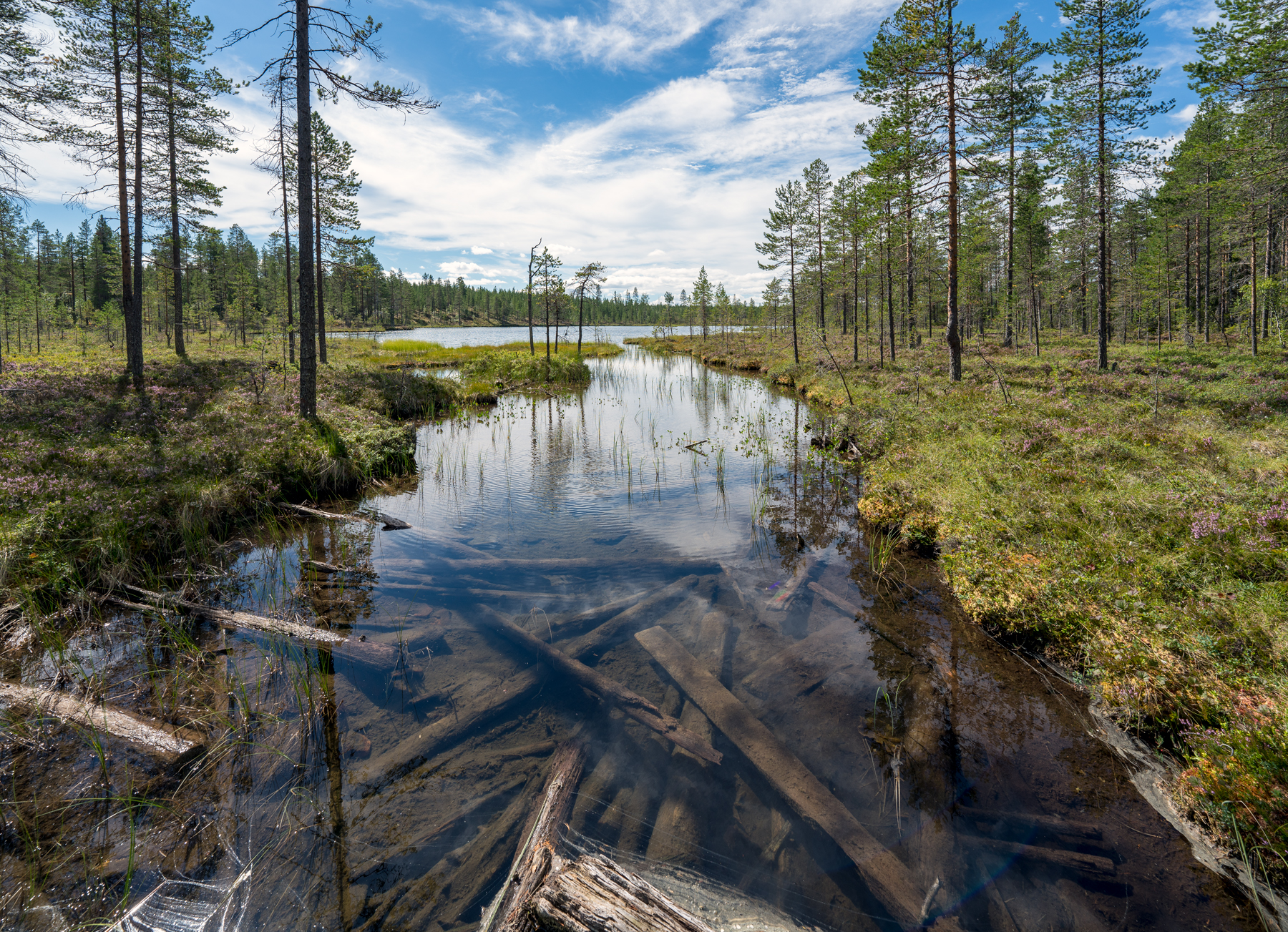
Tramsbäcken vid utloppet av Stor-Tramsen.

Stor-Tramsen ingår i det delavrinningsområde (680978-141446) som SMHI kallar för Mynnar i Rymman. Medelhöjden är 506 meter över havet och ytan är 29,31 kvadratkilometer. Räknas de 4 avrinningsområdena uppströms in blir den ackumulerade arean 47,11 kvadratkilometer. Dyvran avvattnar avrinningsområdet och vattnet fortsätter därefter genom Rymman, Rotnen, Österdalälven och Dalälven innan det når havet efter 385 kilometer. Avrinningsområdet består mestadels av skog (90 procent). Avrinningsområdet har 0,29 kvadratkilometer vattenytor vilket ger det en sjöprocent på 1 procent.